# Teletanc

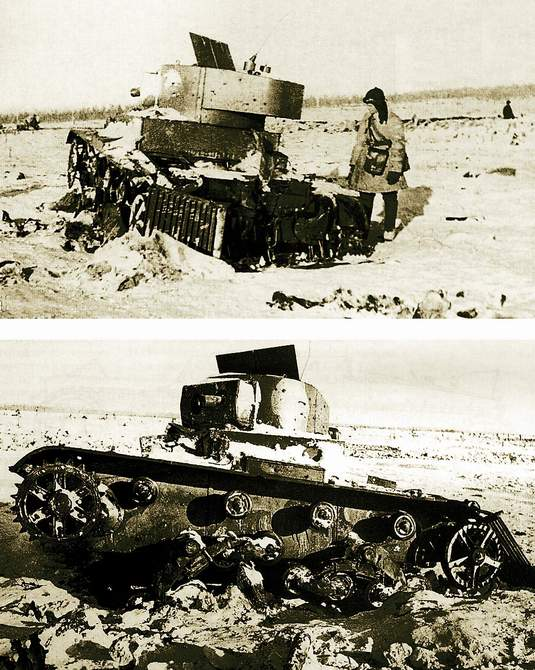
Un teletanc TT-26 del 217è batalló de tancs soviètic destruït a l'Istme de Carèlia, el febrer del 1940, durant la Guerra d'Hivern. A sobre la torreta es poden apreciar les antenes del sistema de ràdiocontrol TOZ-IV.

Els teletancs o TT, transliteració del rus телетанк, foren una sèrie de tancs operats remotament desenvolupats a la Unió Soviètica durant el període d'entreguerres i emprats durant la Guerra d'Hivern i la Segona Guerra Mundial.
El disseny d'aquests tancs no tripulats va començar l'any 1927, amb l'objectiu d'evitar exposar els tanquistes al foc enemic. Durant els anys posteriors es provaria l'equipament de control en vuit models de blindat diferents. Després d'uns anys d'experimentació, la versió que va prosperar consistia en un tanc T-26 modificat amb actuadors pneumàtics, accionats per relés controlats amb senyals de ràdio. Els teletancs es dirigien des d'un tanc tripulat per operadors, mantenint contacte visual, fins a una distància màxima de 1.500 metres fent servir equipament de radiocontrol. A més a més, l'armament també es va modificar tenint en compte les dificultats d'apuntar des de la llunyania, i es van armar amb llançaflames, metralladores DT, càrregues de demolició o armament químic.
Els anys 1933, 1936 i 1937 la Unió Soviètica produiria un total de 162 teletancs i vehicles de comandament, en lots progressivament millorats. Aquests teletancs van formar dues agrupacions: els batallons de tancs independents 152 i 217. El primer desplegament operacional de teletancs fou durant la Guerra d'Hivern, intentant destruir fortificacions de la Línia Mannerheim, aconseguint resultats generalment pobres. Els teletancs tornarien a entrar en combat durant la Segona Guerra Mundial, al principi de l'Operació Barba-roja el batalló 152 seria anorreat durant una contraofensiva soviètica. Durant la batalla de Moscou el batalló 217 desmuntaria l'equipament de radiocontrol i faria servir els tancs amb tripulants. L'ús de teletancs de forma esporàdica continuaria fins a la primavera del 1942, però al final serien desestimats. Acabada la Segona Guerra Mundial els soviètics continuarien el desenvolupament de vehicles no tripulats, centrant-se en el disseny de drons.

## Desenvolupament
El desenvolupament dels teletancs va començar a finals de la dècada dels 20. L'historiador Paul J. Springer argüeix que l'Exèrcit Roig creia que un enfrontament de tancs contra les potències occidentals seria desastrós per a la Unió Soviètica, ja que estaven endarrerits en tecnologia de blindats. Per aquesta raó, els estrategs soviètics volien dissenyar un sistema que disposés de les capacitats ofensives i defensives dels tancs, però sense posar en perill la vida de personal militar ben entrenat. Aquesta necessitat era particularment rellevant en escenaris de guerra química, tal com s'havia demostrat durant la Primera Guerra Mundial.
El disseny inicial de l'equipament de radiocontrol va començar l'any 1927 al laboratori central de comunicacions per cable de Leningrad. L'any 1929 es va fabricar un primer prototip, instal·lant un sistema de control River-1 a un tanc Russkiy Reno. Aquest tanc era una de les quinze còpies del blindat francès Renault FT que els soviètics van fabricar entre el 1920 i el 1922, després de capturar i reparar 14 models originals de l'Exèrcit Blanc durant la Guerra Civil russa. Aquest teletanc va dur a terme una demostració de viabilitat reeixida el 2 de febrer del 1930, vora Leningrad, sent dirigit des d'una consola de control fixa.

### Prototips
Posteriorment, el tanc lleuger T-18 va ser escollit per continuar el desenvolupament dels teletancs. Aquest blindat era una variant millorada del Renault FT, i també es va fer servir com a base pels primers tancs de control. Un grup telemecànic consistia en un teletanc per combatre, designat TT-18, i un tanc de control des d'on els tanquistes enviaven els comandaments, designat TU-18. Els controls manuals del teletanc van desmuntar-se per fer espai per un prototip de radiocontrol MOST-1. Aquest aparell de teledirecció fou dissenyat per l'Ostekhbyuro (buró especial tècnic) i disposava de tres o quatre comandaments, que li permetien avançar a 2,5–4 km/h, girar a ambdós costats i aturar-se. Les proves van ser prou convincents per validar la idea de controlar un vehicle de combat mitjançant ones de ràdio i continuar-ne el desenvolupament.

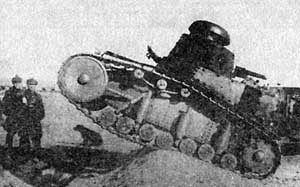
Un T-18 convencional desplegat durant el conflicte sinosoviètic del 1929.

Poc després es van començar a entrenar els teletanquistes a l'Escola d'Equipament Especial d'Ulyanovsk, a uns 90 km a l'est de Moscou. El disseny també es va continuar millorant i l'any 1932 el sistema de control ja podia enviar fins a 16 comandaments diferents. A diferència dels models anteriors, els nous sistemes de radiocontrol podien variar la velocitat, aturar el motor, activar armament... Tot i que teòricament l'equip de radiocontrol tenia un abast de 1,5 km, la distància efectiva era d'entre 500 i 1000 metres. Inicialment es van equipar els TT-18 amb armament químic, ja que els radiadors del motor agafaven l'aire de fora via el compartiment dels tanquistes i hagués estat un perill per la tripulació, però també es va preveure l'ús de llançaflames o per crear cortines de fum. Per altra banda es va aconseguir que un sol operador controlés fins a tres teletancs movent-se en formació oberta. Diverses fonts indiquen que es van fabricar entre cinc i set TT-18.
La producció dels tancs T-18 a la fàbrica 'bolxevic' va aturar-se l'any 1931, sense que els teletancs arribessin a passar de la fase de prototip. Per escollir el substitut es van provar diferents blindats: el tractor blindat T-20 Komsomolets, la tanqueta T-27, el tanc T-26, el tanc amfibi T-38 i els tancs de cavalleria BT-5 i BT-7. Un informe de principis de l'any 1941 detallava que els models basats en el T-20 i el T-38 no van complir amb les expectatives, a causa d'un blindatge massa prim i dificultats per moure's camp a través. Per altra banda, els tancs de cavalleria eren més fiables però van ser rebutjats per manca d'una variant llançaflames i un cost que els feia poc assequibles. El mateix informe també exposava que el cost del sistema de radiocontrol era prohibitivament car fins i tot sense tenir en compte el cost dels tancs.

### Fabricació
Al final el desenvolupament continuaria fent servir de base el blindat T-26, un tanc lleuger equilibrat i àmpliament produït durant el període d'entreguerres. El 1933 uns quants T-26, model 1931 amb dues torretes, es van equipar amb el sistema de radiocontrol. Cap a finals del 1936, a la fàbrica núm.174 de Voronezh es van fabricar 37 grups telemecànics més, formats per un teletanc TT-26 i un tanc de control TU-26. En aquest cas es van fer servir T-26 model 1933 d'una torreta, amb un llançaflames KS-2 en comptes del canó estàndard de 45 mm. Els tancs de control feien servir un sistema de radiocontrol més avançat que els anteriors, el TOZ-IV. El 1937 es va fabricar un altre lot de teletancs, amb 27 TU-26 i 28 TT-26, amb un sistema de radiocontrol millorat TOZ-VI. Aquest nou equipament tenia un abast màxim de 2,5 km.

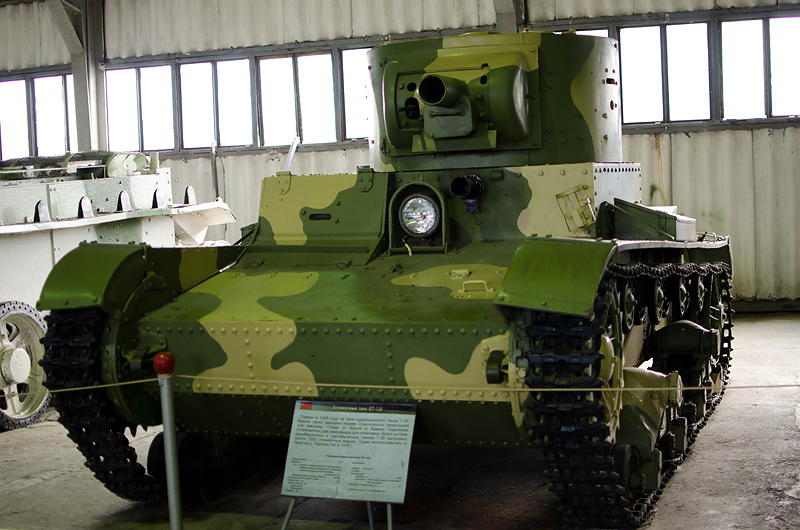
Un tanc llançaflames T-26, exposat al Museu del Tanc de Kubinka.

El progrés dels teletancs es va complicar el setembre del 1937 quan el director del l'Ostekhbyuro, l'enginyer Vladimir Bekauri, va ser detingut. Bekauri havia dirigit el disseny dels sistemes de teledirecció gairebé des de l'inici del projecte; el seu afusellament el febrer del 1938, durant la Gran Purga, interrompria el desenvolupament dels teletancs.
Les proves que es van dur a terme entre el 1936 i el 1937, i l'arribada del nou lot de teletancs el 1937, van consolidar-ne la implantació a l'Exèrcit Roig. Amb el personal que s'havia anat formant es van crear dues agrupacions: els Batallons Independents de Teletancs 152 i 217. Un veterà teletanquista descrivia el seu entrenament i les tàctiques que empraven de la següent manera:
| «                     | Se'ns assignava una tasca: a un cert turó hi havia un búnquer enemic, a davant hi havia una rasa, un camp de mines i una barrera antitancs. A tothom se l'entrenava per superar aquests obstacles. Invertíem molt de temps a conduir. Dirigir un tanc estàndard a través d'un terreny ple de cràters no era tasca fàcil, però fer-ho des d'una distància d'un quilòmetre... bé, ja s'ho pot imaginar. […] El problema era no permetre que la infanteria enemiga s'apropés al teletanc, cosa que aconseguíem amb el llançaflames i el tanc de control, que anava armat amb un canó de 45 mm i una metralladora. | » |
| — Viktor Dimitrievitx | |   |

Posteriorment, els soviètics continuarien el desenvolupament dels teletancs, basant-se en les experiències en combat. Generalment es milloraria el receptor dels teletancs i s'aplicaria més blindatge, per fer-los més fiables i menys vulnerables als canons antitancs.

## Característiques
Tot i que les diferents sèries de teletancs que es van fabricar variaven notablement, especialment el sistema de telecontrol, tots funcionaven amb uns mateixos principis.
De base es feien servir tancs llançaflames T-26, aleshores sovint denominats variants químiques. Tots els controls convencionals dels tancs es mantenien, fet que permetia tripular els teletancs normalment, i que s'aprofitava per conduir-los durant llargs recorreguts. Dins al tanc s'hi instal·lava un compressor i fent servir l'aire comprimit s'accionaven els pistons que movien les palanques de control del blindat. Uns relés electromecànics controlaven el circuit pneumàtic, segons els comandaments de ràdio rebuts. Per descodificar els senyals el receptor funcionava amb tubs de buit, i es fixava amb uns amortidors fets amb molles per evitar malmetre's.
Hi havia dos canals de ràdio: un d'alta freqüència i l'altre de molt alta freqüència. Alguns dels comandaments d'aquests circuits analògics depenien del voltatge, i tot i que van resultar fiables, de vegades les condicions meteorològiques afectaven el seu funcionament. Per exemple, la velocitat de gir del tanc es controlava amb voltatge, així un potencial més baix del normal feia que girés més lentament, mentre que un de més alt el feia girar més abruptament. Externament, el teletanc diferia d'un model estàndard de T-26 per la instal·lació al sostre de la torreta de dues antenes i dues peces de vidre blindat cilíndric que en protegien la base i els aïllaments elèctrics. Depenent de la versió de ràdio instal·lada, l'operador podia enviar entre 10 i 24 comandaments diferents des d'un panell de botons. Dues versions habituals, els sistemes TOZ-IV i TOZ-VI permetien enviar 16 i 24 comandaments, respectivament. Per canviar de canal de ràdio hi havia dos interruptors, l'ús de dues freqüències intentava evitar les interferències ambientals, enemigues o entre diferents grups telemecànics. Un circuit d'home mort aturava el teletanc si perdia el senyal durant més de 30 segons.

## Servei
La primera operació en la qual van participar els teletancs va ser la invasió soviètica de Polònia, l'any 1939. El batalló independent 152 va desplegar-se durant l'ocupació tot i que en cap moment no es dirigirien els teletancs remotament.

### Guerra d'Hivern
Durant la Guerra d'Hivern el batalló independent 217 es va assignar a la 20ena brigada de tancs pesants, aportant un total de 32 grups telemecànics, juntament amb la 7a companyia orgànica, que aportava set teletancs més.

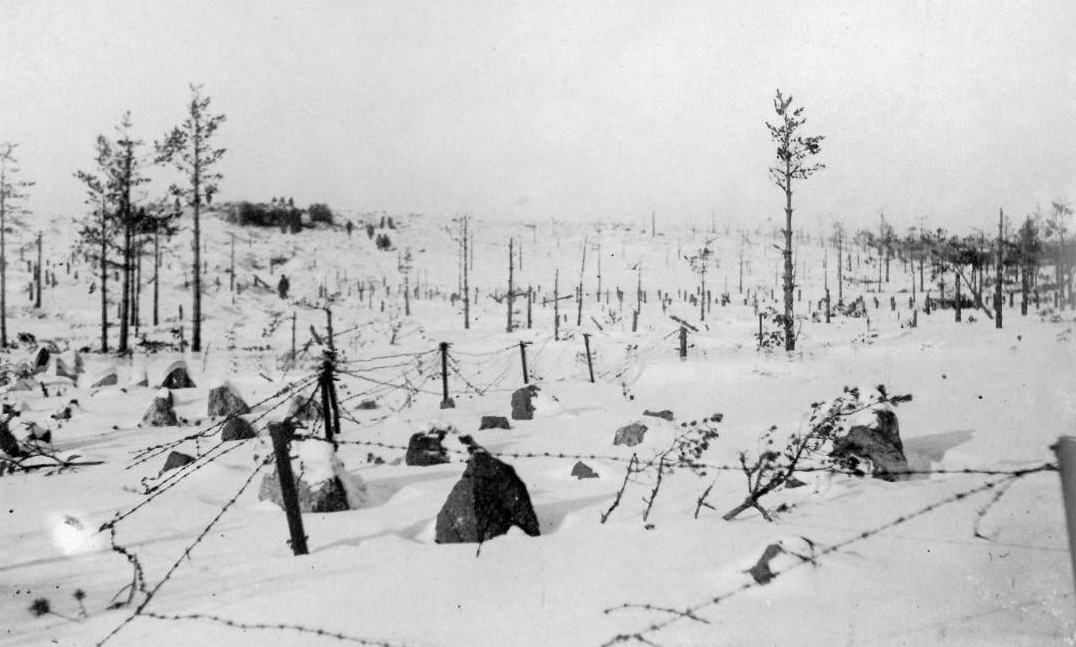
Durant la Guerra d'Hivern els teletancs van resultar ser molt vulnerables als obstacles antitancs de la Línia Mannerheim.

El primer ús en combat dels teletancs va ser el 17 de desembre del 1939, donant suport a la 123ena Divisió d'Infanteria. Els soldats havien topat amb una fortificació de la Línia Mannerheim, el búnquer Poppius (SJ-4), equipat amb dues metralladores. Els soviètics van enviar tres teletancs TT-26 a eliminar la posició, però durant l'aproximació es van encallar en una de les fileres de dents de drac. Les nevades havien cobert aquests obstacles antitancs i detectar-los a distància era especialment difícil. De nit, aprofitant la foscor, els soviètics van ser capaços de recuperar dos dels tres teletancs.
Simultàniament, cinc teletancs de la 2a i 3era Companyia es van desplegar a un altre sector, també en suport d'una companyia d'infanteria. En aquest cas la nevada havia estat més abundant i la neu era prou compacta per permetre que els TT-26 hi passessin per sobre, facilitant-ne l'avenç. Tot i això, havent superat els obstacles, els finlandesos van respondre amb un intens foc antitancs, aconseguint destruir tots cinc vehicles. Altres missions similars van passar a diferents punts del front. A conseqüència d'aquestes experiències, el 217è Batalló es va retirar a la rereguarda el 21 de desembre per reparar els vehicles i millorar les seves tàctiques.
El febrer del 1940 les baixes de teletancs ascendien a 42 blindats incapacitats, dels quals sis eren baixes totals, 21 requerien reparacions importants i 15 van poder ser reparats pel batalló. El dia 10 d'aquell mes el 7è Exèrcit va ordenar que els teletancs dirigissin una nova ofensiva contra un gran búnquer vora Hottin. Per aconseguir destruir una posició tan reforçada es va repensar la tàctica. Es van modificar tres TT-26, als quals se'ls va desmuntar la torreta, i s'hi van col·locar dues tones d'explosius a cadascun. Els soviètics van dirigir aquests teletancs contra les fortificacions, amb grans expectatives, però els finlandesos van aconseguir tocar-ne un, causant una colossal explosió que va desintegrar el teletanc i va incapacitar els altres dos.
Tot i el fracàs, la tàctica era prometedora i més TT-26 es van modificar oficialment per fer-se servir com a vehicles de demolició. Aquests nous teletancs es van denominar T-26-Sh i es fabricaven eliminant la torreta, afegint blindatge i millorant-ne la suspensió. També s'hi va afegir una nova versió del sistema de radiocontrol, el TOZ-VIII, amb una antena de raïl al voltant del xassís que en millorava la fiabilitat. Aquests teletancs duien una caixa blindada especial al davant, feta amb xapa d'acer de 30 mm, que contenia entre 300 i 700 kg d'alt explosiu. Conduint fins a l'objectiu, la caixa es deixaria anar per control remot, i s'activaria una espoleta temporitzada a 15 minuts, donant temps perquè el teletanc retrocedís. Un grup telemecànic, de nom en clau Pordyvnik, es va enviar a finals de febrer del 1940 però mai no va arribar a entrar en acció. Tot i això, es van dur a terme experiments aconseguint destruir obstacles i búnquers finlandesos capturats durant la guerra.

### Segona Guerra Mundial
Després de la Guerra d'Hivern, el 217è Batalló de Teletancs va ser reorganitzat l'any 1940 com a 51è Batalló de Tancs Independent. Aquesta nova unitat es va assignar al 4t Cos Mecanitzat, estacionat a la rodalia de Moscou. A principis del 1941, aquest batalló va provar de fer servir un sistema de televisió per millorar el control a distància, col·locant una càmera al teletanc i un receptor als tancs de control amb una pantalla de 9x12 cm. Aquest sistema transmetia les imatges per ràdio i permetia que els operadors veiessin fins a 150 m al voltant del teletanc. L'informe sobre els experiments destacava que aquest sistema podria ser la solució al problema d'apuntar els llançaflames, tot i que d'altres informes recomanaven convertir els vehicles en explosius teleoperats. Aquests desenvolupaments serien estroncats poc després amb l'inici de l'Operació Barba-roja.
Durant la guerra el 152è Batalló de Teletancs es va assignar al 22è Cos Mecanitzat, estacionat vora la frontera occidental d'Ucraïna. Per intentar frenar l'avenç del Grup d'Exèrcits Sud alemany, els soviètics van organitzar un contraatac contra el seu flanc nord amassant nombroses divisions mecanitzades. El 22è Cos Mecanitzat participaria en els enfrontaments de la zona, on els teletancs combatrien majoritàriament de forma convencional, sense fer servir els sistemes teleoperats. A la Batalla de Brodi la unitat seria anorreada i dissolta després de patir nombroses baixes a causa d'una logística pobre, manca de suport aeri i un mal lideratge.
Per altra banda, el 51è Batalló de Tancs Independent continuava estacionat a la capital soviètica. Durant la batalla de Moscou els teletancs participarien en la defensa, després d'haver desmuntat l'equipament de control remot i fent servir els tancs de forma totalment convencional.
L'últim informe sobre l'ús dels teletancs data de la primavera del 1942. L'oficial d'enginyeria Alexander Petrovitch Kazantsev, que acabaria sent un escriptor de ciència-ficció famós, havia treballat des de l'agost del 1941 modificant sis tanquetes T-27 per fer-se servir com a explosius teledirigits. Sis d'aquests teletancs, denominats ET-1-627, es van usar al Setge de Sevastopol: dos teletancs aconseguirien destruir els seus objectius, uns altres dos s'autodestruirien després que foc de metralladora tallés el cable de control i els altres dos restants explotarien després de rebre foc antitancs.

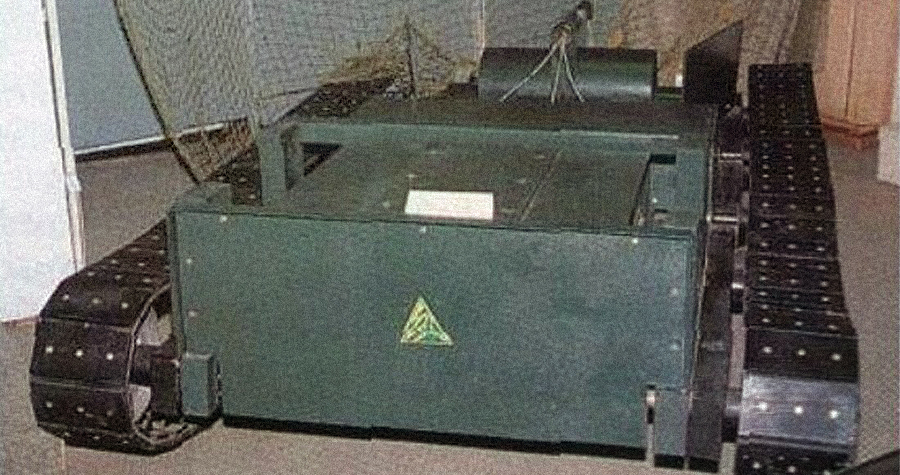
Un teletanc de demolició ET-1-627, fet servir durant el Setge de Sevastopol.

Un informe d'intel·ligència de la 339ena Divisió d'Infanteria alemanya en descrivia el seu funcionament el 8 de juliol del 1942, notablement diferent del de la resta de teletancs:
| «                                                           | Estan connectats amb tres cables a un tanc BT enterrat, que és la seva font d'energia. Cada tanc BT pot fer anar dues bombes, controlades remotament, i que es mouen en patrons de ziga-zaga. El cable fa 5 km de llarg. Les bombes exploten quan arriben al seu objectiu fent servir un detonador. Si el cable rep un impacte i es talla, la bomba explota en 7,5 minuts. Els presoners mencionen que aquestes bombes són insatisfactòries, i que hi van haver baixes netejant bombes que havien quedat encallades. | » |
| — Intel·ligència de la 339ena Divisió d'Infanteria alemanya | |   |

Després d'aquestes experiències, la Unió Soviètica desestimaria continuar desenvolupant o fent servir aquests sistemes. Tot i això, altres forces farien servir bombes remotes semblants, com la mina remota alemanya Goliath. Acabada la Segona Guerra Mundial els soviètics continuarien el desenvolupament de vehicles no tripulats, centrant-se en el disseny de drons.